# بخش ریاست‌جمهوری
بخش ریاست‌جمهوری (به انگلیسی: Presidency division) یک منطقهٔ مسکونی در هند است که در بنگال غربی واقع شده‌است. بخش ریاست‌جمهوری ۲۴٬۹۵۷ کیلومتر مربع مساحت و ۳۲٬۷۴۱٬۲۲۴ نفر جمعیت دارد.